# Monastier di Treviso
Monastier di Treviso là một đô thị ở tỉnh Treviso trong vùng Veneto, có cự ly khoảng 25 km về phía đông bắc của Venice và khoảng 14 km về phía đông của Treviso. Tại thời điểm ngày 31 tháng 12 năm 2004, đô thị này có dân số 3.732 người và diện tích là 25,4 km².
Monastier di Treviso giáp các đô thị: Fossalta di Piave, Meolo, Roncade, San Biagio di Callalta, Zenson di Piave.